# Цухло, Елена Васильевна
Елена Васильевна Цухло (род. 13 мая 1954, Минск) — советская белорусская легкоатлетка, специалистка по бегу на длинные дистанции и марафону. Выступала за сборные СССР и Белоруссии по лёгкой атлетике в 1980-х и 1990-х годах, победительница ряда крупных международных стартов, призёрка первенств национального значения. Мастер спорта СССР международного класса. Старший преподаватель кафедры лёгкой атлетики Белорусского государственного университета физической культуры.

## Биография
Елена Цухло родилась 13 мая 1954 года в Минске.
В 1976 году окончила Минский государственный педагогический институт иностранных языков по специальности «преподаватель испанского и немецкого языков», после чего в течение трёх лет работала переводчиком технической документации ОГК в МПО имени В. И. Ленина.
Занималась лёгкой атлетикой под руководством заслуженного тренера Белоруссии Владимира Никифоровича Зинченко. Начиная с 1979 года состояла в национальной сборной СССР по лёгкой атлетике, на соревнованиях представляла Вооружённые силы.
В 1980 году выиграла серебряную медаль на чемпионате СССР по кроссу в Кисловодске.
На чемпионате СССР 1981 года стала серебряной призёркой на дистанциях 5000 и 10 000 метров. С результатом 2:37:44 одержала победу на марафоне в Ужгороде.
В 1982 году получила серебро на чемпионате СССР по бегу на 5000 метров среди женщин в Москве, прошедшем в рамках Мемориала братьев Знаменских, финишировала второй на Токийском международном женском марафоне (2:38:17). Также была лучшей на студенческом чемпионате мира по кроссу в Дармштадте, стартовала в марафонской дисциплине на чемпионате Европы в Афинах.
Рассматривалась в качестве кандидатки на участие в летних Олимпийских играх 1984 года в Лос-Анджелесе, но Советский Союз вместе с несколькими другими странами восточного блока бойкотировал эти соревнования по политическим причинам. Вместо этого Цухло выступила на альтернативном легкоатлетическом турнире «Дружба-84» в Праге, где пробежала марафон с результатом 2:38:20.
В 1985 году одержала победу на Венском марафоне (2:39:01).
В 1986 году с результатом 2:39:58 заняла 11-е место в марафоне на Играх доброй воли в Москве.
В 1987 году с личным рекордом 2:28:53 выиграла серебряную медаль на чемпионате СССР по марафону в Могилёве, тогда как в марафонском забеге на чемпионате мира в Риме пришла к финишу пятой (2:33:55).
В 1988 году на Кубке Европы по марафону в Юи стала пятой в личном зачёте и вместе со своими соотечественницами выиграла женский командный зачёт. Помимо этого, с результатом 2:33:25 финишировала седьмой на Чикагском марафоне.
В 1989 году была седьмой на Нагойском марафоне (2:36:12), заняла 36-е место в личном зачёте на Кубке мира по марафону в Милане (2:47:43) — при этом советские бегуньи стали победительницами женского командного зачёта.
В 1991 году с результатом 2:41:08 финишировала пятой на Стокгольмском марафоне.
После распада Советского Союза Елена Цухло осталась действующей спортсменкой и продолжила принимать участие в крупнейших международных стартах, представляя Белоруссию. Так, в 1994 году в составе белорусской национальной сборной она отметилась выступлением на чемпионате мира по кроссу в Будапеште, тогда как в 1995 году защищала честь страны на Кубке мира по марафону в Афинах.
На протяжении второй половины 1990-х — первой половины 2000-х годов выступала в основном на коммерческих шоссейных стартах в Европе, преимущественно в Польше. Среди наиболее значимых достижений в этот период — три победы на Варшавском марафоне.
Окончив Белорусский государственный университет физической культуры, с 2007 года работала здесь преподавателем на кафедре лёгкой атлетики. С 2009 года — ответственная за спортивно-массовую работу на кафедре. Принимала участие в соревнованиях по лёгкой атлетике в качестве судьи.